# Histoire philatélique et postale de la Roumanie

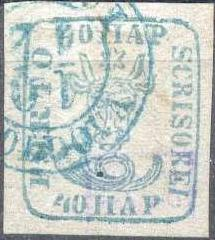
Moldavie, type « tête de bœuf », 40 parale, bleu vert, oblitéré 1858

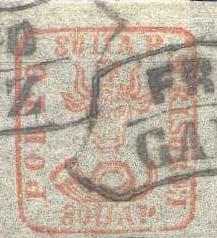
Moldavie, type « tête de bœuf », 80 parale, rouge, oblitéré (Galatz), 1858

Ceci est une introduction à l'histoire postale et philatélique de la Roumanie.

## Les principautés ottomanes
La Roumanie est en fait issue de la fusion de deux principautés autonomes de l'Empire ottoman : la Moldavie et la Valachie en 1861. 

### Principauté de Moldavie
La principauté de Moldavie a émis ses premiers timbres immédiatement après son autonomie en 1858.
Plus précisément, le premier timbre de type « tête de bœuf » a été émis en juillet 1858 sur papier vergé. Le motif initial était constitué par une tête d'auroch dans un cercle.  Les timbres de cette série sont devenus assez rares. Elle fut rapidement suivie par la même tête dans un rectangle aux coins arrondis, imprimés sur du papier pelure azuré. Ceux-là sont plus faciles à trouver.
Un bureau français a été ouvert à Galați en 1857. Les timbres français y étaient utilisés avec l'oblitération par losange petits chiffres de numéro 4008. Par la suite le cachet gros chiffres 5085 a été utilisé. Le cachet à date correspondant était libellé « GALATZ »

### Principauté de Valachie
Un bureau français a été ouvert à Brăila en 1857. Les timbres français y étaient utilisés avec l'oblitération par losange petits chiffres portant le numéro 4009. Par la suite le cachet gros chiffres 5087 a été utilisé. Le cachet à date correspondant était libellé « IBRAILA »

### Principauté de Roumanie
Les premiers timbres avec la mention "POSTA ROMANA" datent de janvier 1865. Ils représentent l'effigie du Prince Alexandre Jean Cuza en profil droit.

## La Grande Roumanie

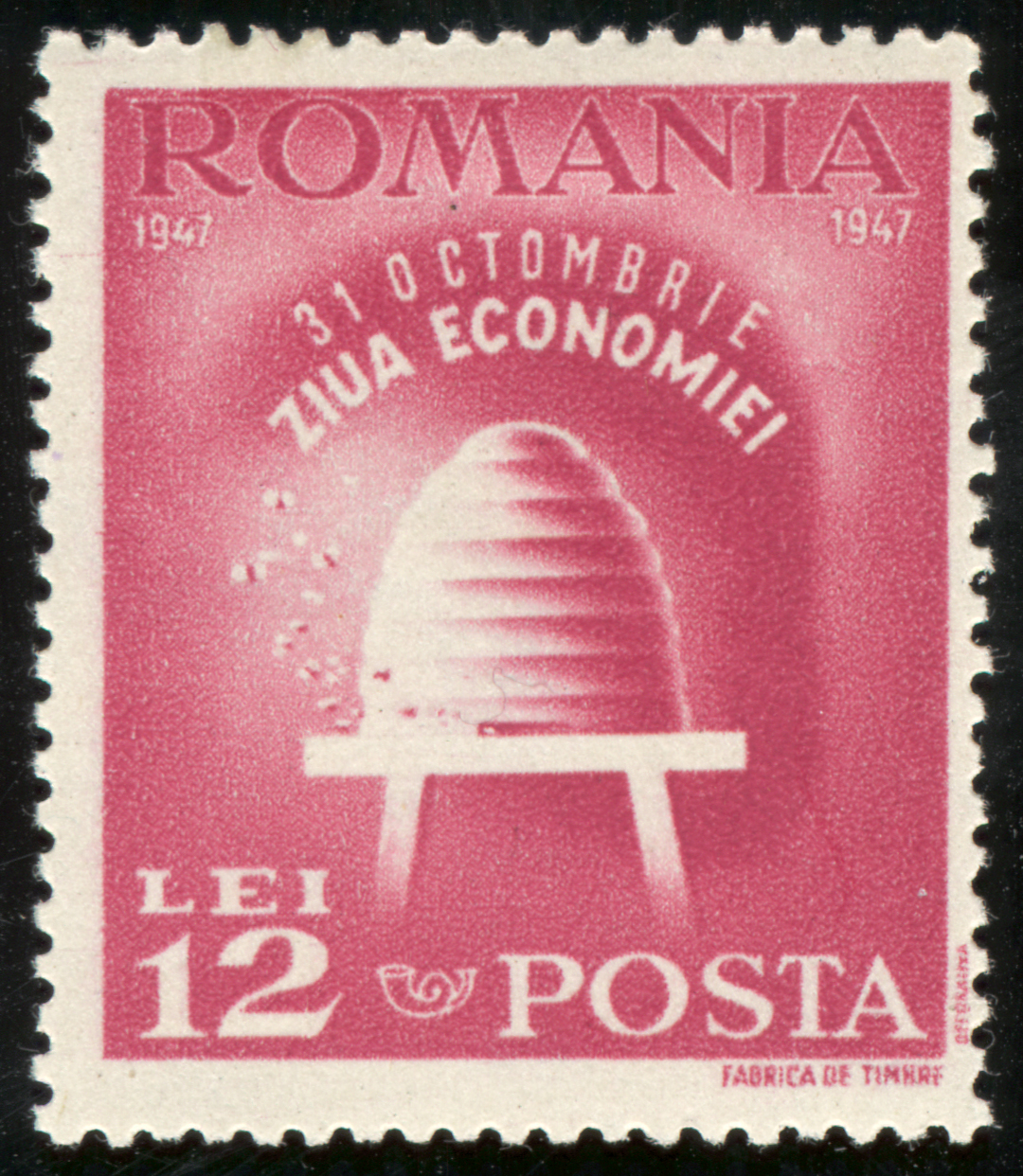
Un des derniers timbres du royaume de Roumanie en 1947

À la fin de la Première Guerre mondiale, différents territoires sont rattachés à la Roumanie pour constituer la Grande Roumanie : la Transylvanie (qui dépendait de l'Autriche-Hongrie), la Bucovine, la Bessarabie et une partie du Banat.